# 石原絵理子
石原 絵理子（いしはら えりこ、1983年5月16日 - ）は、日本の元女性声優。

## 経歴・人物
神奈川県出身。幼稚園の頃にアニメ『タイムボカン』の再放送を見たことで声優になりたいと思ったが、その意味を知ったのは小学生になってからだった。小学3年のときに『美少女戦士セーラームーン』を中心に声優ブームがあり、その頃には文集に声優になるということを記していた。高校生の頃に週4日養成所に通所していたが、それを交通費のいるクラブ活動のように感じていた。
初めての仕事は『北へ。〜Diamond Dust〜』の茜木温子役で、そのオーディションはその場で歌を覚えて歌唱や台詞の書かれた原稿を当日になって10枚渡されたり、一般の芸能オーディションのようであった。
81プロデュースに所属していたが、2004年に退所し活動を停止。
趣味はピアノ、メイク。動物好きであり、2004年時点でネコを16匹やフェレット、カラスを飼い、それ以前には近所で捕獲されたタヌキを貰って飼っていたこともあった。

## 後任
石原の活動停止に伴い、持ち役を受け継いだ人物は以下の通り。
- 望月久代：『コロッケ!DS 天空の勇者たち』（ルッコラ）
- 成田紗矢香：『Memories Off 〜それから again〜』（鷺沢縁）

## 出演
太字はメインキャラクター。

### テレビアニメ
2002年
- ぷちぷり*ユーシィ（生徒B）
- ロックマンエグゼ（ウェイトレスA）
- わがまま☆フェアリー ミルモでポン!（2002年 - 2004年、子供、ジュウイチロー、メラク） - 3シリーズ

2003年
- カスミン（女生徒）
- とっとこハム太郎（2003年 - 2004年、ひまわりの妖精2、ちびちゃんずB）

2004年
- エルフェンリート（荒川）
- 北へ。〜Diamond Dust Drops〜（茜木温子）
- モンキーターン（女性）

### OVA
- Memories Off 3.5 祈りの届く刻…（2004年、鷺沢縁）

### ゲーム
- 北へ。〜Diamond Dust〜（2003年、茜木温子）
  - 北へ。〜Diamond Dust + Kiss is Beginning.〜（2004年、茜木温子）
- コロッケ!Great 時空の冒険者（2004年、ルッコラ）
- Memories Off 〜それから〜（2004年、鷺沢縁）

### ラジオ
- ラジオどっとあい 石原絵理子のドキドキマジック♪（2004年1月 - 3月、文化放送）

### キャラクターソング
| 発売日         | 商品名                                             | 歌                                                                     | 楽曲                       | 備考                                                           | 規格品番 |
| -------------- | -------------------------------------------------- | ---------------------------------------------------------------------- | -------------------------- | -------------------------------------------------------------- | -------- |
| 2003年11月27日 | 北へ。〜Diamond Dust〜 Original Soundtrack         | ファイブスピリッツ                                                     | 「なんとなく北へ」         | ゲーム『北へ。〜Diamond Dust〜』オープニングテーマ             | KOLA-052 |
| 2003年11月27日 | 北へ。〜Diamond Dust〜 Original Soundtrack         | 石原絵理子、渡辺明乃、高橋裕子、能登麻美子、天瀬まゆ、皆川純子、高乃麗 | 「世界中ヲダキシメテ」     | ゲーム『北へ。〜Diamond Dust〜』エンディングテーマ             | KOLA-052 |
| 2004年1月21日  | 北へ。〜Diamond Dust〜 Memorial Songs              | 茜木温子（石原絵理子）                                                 | 「GO NEXT!」               | ゲーム『北へ。〜Diamond Dust〜』劇中歌                         | KOLA-059 |
| 2004年7月20日  | 北へ。〜Diamond Dust Drops〜 ORIGINAL SOUNDTRACK   | ファイブスピリッツ                                                     | 「ホップステップジャンプ」 | テレビアニメ『北へ。〜Diamond Dust Drops〜』オープニングテーマ | ATX00010 |
| 2004年9月23日  | Memories Off 〜それから〜 Character File 05.鷲沢緑 | 鷲沢緑（石原絵理子）                                                   | 「想い出を忘れない」       | ゲーム『Memories Off 〜それから〜』関連曲                      | KDCA-10  |

### ユニットメンバー
1. 1 2  石原絵理子、渡辺明乃、高橋裕子、能登麻美子、天瀬まゆ